# Javier González (Radsportler)

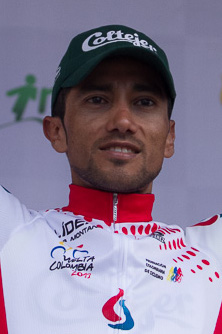
Javier González (2013)

Javier Alberto González Barrera (* 13. November 1979 in Sogamoso) ist ein ehemaliger kolumbianischer Straßenradrennfahrer.

## Radsport-Karriere
Javier González begann seine Karriere 1998 bei dem Radsportteam Avianca-Telecom-Kelme. Ab 2001 fuhr er für 05 Orbitel. In seinem zweiten Jahr dort gewann er eine Etappe bei der Clásica Alcaldía de Pasca, und er gewann eine Etappe, sowie die Gesamtwertung der Vuelta a Antioquia. In der Saison 2003 war er bei Etappen der Vuelta al Valle del Cauca, der Cláscia Alcaldía de Pasca, der Vuelta a Cundinamarca und des Clásico RCN erfolgreich. Außerdem konnte er bei der Vuelta a Cundinamarca auch die Gesamtwertung für sich entscheiden. 2004 wechselte er zu der spanischen Mannschaft Saunier Duval-Prodir, 2005 zu Andalucía-Paul Versan und 2006 zu Massi. Bei Massi gewann er eine Etappe beim Doble Sucre Potosí GP Cemento Fancesa, die Gesamtwertung der Clásica de Fusagasugá, eine Etappe und das Mannschaftszeitfahren der Vuelta a Colombia, eine Etappe und die Gesamtwertung beim
Clásico RCN sowie ein Teilstück beim Doble Copacabana Grand Prix Fides.
In der Saison 2007 fuhr González für UNE-Orbitel, wo er eine Etappe des Clásico RCN für sich entschied. 2008 wechselte er zu der Amateurmannschaft Lotería de Boyacá, wo er 2008 erneut eine Etappe des Clásico RCN gewann und 2009 ein Teilstück der Clásica Alcaldía de Pasca. Aber 2010 fährt Javier González für das kolumbianische Continental Team UNE-EPM. In seiner ersten Saison dort gewann er die erste Etappe bei der Vuelta a Colombia.

## Erfolge
2006
- eine Etappe Doble Sucre Potosí GP Cemento Fancesa
- eine Etappe und Mannschaftszeitfahren Vuelta a Colombia
- eine Etappe Doble Copacabana Grand Prix Fides

2010
- eine Etappe Vuelta a Colombia

## Teams
- 1998 Avianca-Telecom-Kelme
- 2001 05 Orbitel
- 2002 05 Orbitel
- 2003 05 Orbitel
- 2004 Saunier Duval-Prodir
- 2005 Andalucía-Paul Versan
- 2006 Massi
- 2007 UNE-Orbitel
- 2008 Lotería de Boyacá
- 2009 Boyacá es Para Vivirla
- 2010 UNE-EPM
- 2011 EPM-UNE (bis 31.08.)
- 2012 Colombia-Coldeportes
- 2013 Coltejer-Alcaldía de Manizales
- 2014 Boyacá se atreve-LC Boyacá